# Cơ học cổ điển

Sơ đồ chuyển động quỹ đạo của một vệ tinh xung quanh Trái Đất, hiển thị các vectơ vận tốc vuông góc và véc tơ gia tốc (lực).

Cơ học cổ điển là một nhánh con của vật lý  nghiên cứu về chuyển động cơ bản của vật thể vĩ mô và các lực tác động lên vật đó, tuân theo những định luật vật lý sơ khai và những kết quả thu được bằng thực nghiệm, phân biệt với cơ học lượng tử nghiên cứu và chuyển động của các hạt vi mô. 
Nếu trạng thái hiện tại của một vật thể được biết đến, có thể dự đoán theo định luật cơ học cổ điển nó sẽ di chuyển như thế nào trong tương lai (tính xác định) và cách nó di chuyển trong quá khứ (tính thuận nghịch).
Sự phát triển sớm nhất của cơ học cổ điển thường được gọi là cơ học Newton. Nó bao gồm các khái niệm vật lý được sử dụng và các phương pháp toán học được phát minh bởi Isaac Newton, Gottfried Wilhelm Leibniz và những nhà khoa học khác trong thế kỷ 17 để mô tả chuyển động của các vật thể dưới ảnh hưởng của một hệ thống lực.
Sau đó, các phương pháp trừu tượng hơn đã được phát triển, dẫn đến các cải cách của cơ học cổ điển được gọi là cơ học Lagrange và cơ học Hamilton. Những tiến bộ này, được thực hiện chủ yếu trong thế kỷ 18 và 19, vượt xa đáng kể công việc của Newton, đặc biệt thông qua việc sử dụng cơ học phân tích. Các hệ cơ học này với một số sửa đổi, cũng được sử dụng trong tất cả các lĩnh vực vật lý hiện đại.
Cơ học cổ điển cung cấp kết quả cực kỳ chính xác khi nghiên cứu các vật thể lớn không cực lớn và tốc độ không đạt tới tốc độ ánh sáng. Khi các vật thể được kiểm tra có kích thước bằng đường kính nguyên tử, cần phải giới thiệu một lĩnh vực cơ bản chính khác: cơ học lượng tử. Để mô tả vận tốc không nhỏ so với tốc độ ánh sáng, cần có tính tương đối đặc biệt. Trong trường hợp các đối tượng trở nên cực kỳ lớn, thuyết tương đối rộng sẽ được áp dụng. Tuy nhiên, một số nguồn hiện đại bao gồm cơ học tương đối tính vào vật lý cổ điển, theo quan điểm của họ đại diện cho cơ học cổ điển ở dạng phát triển và chính xác nhất.

## Mô tả lý thuyết

Việc phân tích chuyển động của vật thể được phóng là một phần của cơ học cổ điển.

Sau đây giới thiệu các khái niệm cơ bản của cơ học cổ điển. Để đơn giản, nó thường mô hình các đối tượng trong thế giới thực dưới dạng các hạt điểm (các đối tượng có kích thước không đáng kể). Chuyển động của một hạt điểm được đặc trưng bởi một số lượng nhỏ các tham số: vị trí, khối lượng của nó và các lực tác dụng lên nó. Mỗi tham số được thảo luận lần lượt.
Trong thực tế, các loại đối tượng mà cơ học cổ điển có thể mô tả luôn có kích thước khác không. (Vật lý của các hạt rất nhỏ, như electron, được mô tả chính xác hơn bằng cơ học lượng tử.) Các vật thể có kích thước khác không có hành vi phức tạp hơn các hạt điểm giả thuyết, vì mức độ tự do bổ sung, ví dụ, một quả bóng chày có thể quay trong khi nó đang di chuyển. Tuy nhiên, kết quả cho các hạt điểm có thể được sử dụng để nghiên cứu các vật thể đó bằng cách coi chúng là các vật thể tổng hợp, được tạo thành từ một số lượng lớn các hạt điểm tác động tập thể. Tâm khối lượng của một vật thể tổng hợp hoạt động giống như một hạt điểm.
Cơ học cổ điển sử dụng các khái niệm thông thường về cách vật chất và lực tồn tại và tương tác. Nó giả định rằng vật chất và năng lượng có các thuộc tính xác định, có thể biết được như vị trí trong không gian và tốc độ. Cơ học không tương đối cũng giả định rằng các lực có tác động tức thời.

### Vị trí và các dẫn xuất của nó
Vị trí của hạt điểm được xác định liên quan đến hệ tọa độ tập trung vào điểm tham chiếu cố định tùy ý trong không gian gọi là gốc O. Một hệ tọa độ đơn giản có thể mô tả vị trí của hạt P với một vectơ được ký hiệu bởi một mũi tên có nhãn r chỉ từ gốc O đến điểm P. Nói chung, hạt điểm không cần đứng yên so với O. Trong trường hợp P di chuyển so với O, r được định nghĩa là hàm của t, thời gian. Trong thuyết tương đối tiền Einstein (được gọi là thuyết tương đối Galilê), thời gian được coi là tuyệt đối, tức là khoảng thời gian được quan sát để trôi qua giữa bất kỳ cặp sự kiện nào là giống nhau cho tất cả các nhà quan sát. Ngoài việc dựa vào thời gian tuyệt đối, cơ học cổ điển giả định hình học Euclide cho cấu trúc của không gian.

#### Vận tốc và tốc độ
| vị trí                                | m                     |
| vị trí góc / góc                      | không đơn vị (radian) |
| vận tốc                               | m · s−1               |
| vận tốc góc                           | s−1                   |
| gia tốc                               | m · s−2               |
| gia tốc góc                           | s−2                   |
| độ giật                               | m · s −3              |
| "giật góc"                            | s−3                   |
| năng lượng riêng                      | m² · s −2             |
| liều hấp thụ                          | m² · s −3             |
| lực quán tính                         | kg · m²               |
| động lượng                            | kg · m · s−1          |
| động lượng góc                        | kg · m² · s−1         |
| lực                                   | kg · m · s−2          |
| mô-men xoắn                           | kg · m 2 · s −2       |
| năng lượng                            | kg · m 2 · s −2       |
| công suất                             | kg · m 2 · s −3       |
| áp suất và mật độ năng lượng          | kg · m 1 · s −2       |
| sức căng bề mặt                       | kg · s −2             |
| hằng số đàn hồi                       | kg · s −2             |
| sự chiếu xạ và thông lượng năng lượng | kg · s −3             |
| Độ nhớt động học                      | m 2 · s −1            |
| độ nhớt động                          | kg · m 1 · s −1       |
| mật độ (mật độ khối lượng)            | kg · m 3              |
| mật độ (mật độ trọng lượng)           | kg · m 2 · s −2       |
| mật độ số                             | m−3                   |
| hoạt động                             | kg · m 2 · s −1       |

Vận tốc, hoặc tốc độ thay đổi vị trí theo thời gian, được định nghĩa là đạo hàm của vị trí theo thời gian:
{\displaystyle \mathbf {v} ={\mathrm {d} \mathbf {r}  \over \mathrm {d} t}\,\!}
Trong cơ học cổ điển, vận tốc có thể trực tiếp cộng và trừ. Ví dụ: nếu một chiếc xe đi về hướng đông ở 60 km/h và vượt qua một chiếc xe khác đi cùng chiều ở 50 km/h, chiếc xe chậm hơn nhận thấy chiếc xe nhanh hơn khi đi về phía đông ở mức 60 − 50 = 10 km/h. Tuy nhiên, từ góc độ của chiếc xe nhanh hơn, chiếc xe chậm hơn đang di chuyển 10 km/h về phía tây, thường được ký hiệu là -10 km/h trong đó dấu hiệu ngụ ý ngược lại. Vận tốc là phụ gia trực tiếp như đại lượng vectơ; chúng phải được xử lý bằng cách sử dụng phân tích vector.
Về mặt toán học, nếu vận tốc của đối tượng thứ nhất trong cuộc thảo luận trước được biểu thị bằng vectơ u = ud và vận tốc của đối tượng thứ hai bởi vectơ v = ve, trong đó u là tốc độ của đối tượng thứ nhất, v là tốc độ của vật thứ hai và d và e là các vectơ đơn vị theo hướng chuyển động của từng vật tương ứng, khi đó vận tốc của vật thứ nhất mà vật thứ hai nhìn thấy là
{\displaystyle \mathbf {u} '=\mathbf {u} -\mathbf {v} \,.}
Tương tự, đối tượng thứ nhất nhìn thấy vận tốc của đối tượng thứ hai là
{\displaystyle \mathbf {v'} =\mathbf {v} -\mathbf {u} \,.}
Khi cả hai đối tượng đều chuyển động theo cùng một hướng, phương trình này có thể được đơn giản hóa thành
{\displaystyle \mathbf {u} '=(u-v)\mathbf {d} \,.}
Hoặc, bằng cách bỏ qua hướng, sự khác biệt chỉ có thể được đưa ra về mặt tốc độ:
{\displaystyle u'=u-v\,.}

#### Gia tốc
Gia tốc, hoặc tốc độ thay đổi của vận tốc, là đạo hàm của vận tốc theo thời gian (đạo hàm thứ hai của vị trí đối với thời gian):
{\displaystyle \mathbf {a} ={\mathrm {d} \mathbf {v}  \over \mathrm {d} t}={\mathrm {d^{2}} \mathbf {r}  \over \mathrm {d} t^{2}}.}
Gia tốc thể hiện sự thay đổi của vận tốc theo thời gian. Vận tốc có thể thay đổi theo cường độ hoặc hướng hoặc cả hai. Đôi khi, việc giảm độ lớn của vận tốc " v " được gọi là giảm tốc, nhưng nói chung, bất kỳ thay đổi nào về vận tốc theo thời gian, bao gồm cả giảm tốc, được gọi đơn giản là gia tốc.

#### Hệ quy chiếu
Trong khi vị trí, vận tốc và gia tốc của hạt có thể được mô tả đối với bất kỳ người quan sát nào trong bất kỳ trạng thái chuyển động nào, cơ học cổ điển giả định sự tồn tại của một  hệ quy chiếu đặc biệt trong đó các quy luật cơ học của tự nhiên có dạng tương đối đơn giản. Những hệ quy chiếu đặc biệt này được gọi là hệ quy chiếu quán tính. hệ quy chiếu quán tính là một hệ quy chiếu lý tưởng hóa trong đó một đối tượng không có ngoại lực tác động lên nó. Do không có ngoại lực tác dụng lên nó nên vật có vận tốc không đổi; nghĩa là, nó ở trạng thái nghỉ hoặc di chuyển đồng đều theo một đường thẳng.
Một khái niệm chính của hệ quy chiếu quán tính là phương pháp để xác định chúng. Đối với các mục đích thực tế, các hệ quy chiếu không tăng tốc đối với các ngôi sao ở xa (một điểm cực kỳ xa) được coi là các xấp xỉ tốt cho các hệ quy chiếu quán tính. Các hệ quy chiếu không quán tính tăng tốc liên quan đến hệ quy chiếu quán tính hiện có. Chúng tạo thành nền tảng cho thuyết tương đối của Einstein. Do chuyển động tương đối, các hạt trong hệ quy chiếu không quán tính dường như di chuyển theo những cách không được giải thích bởi các lực từ các trường hiện có trong hệ quy chiếu. Do đó, dường như có các lực khác đi vào các phương trình chuyển động chỉ là kết quả của gia tốc tương đối. Các lực lượng này được gọi là lực lượng hư cấu, lực quán tính hoặc lực lượng giả.
Xét hai hệ quy chiếu S và S'. Đối với người quan sát trong mỗi hệ quy chiếu, một sự kiện có tọa độ không gian thời gian là (x, y, z, t) trong hệ quy chiếu S và (x ', y', z ', t') trong hệ quy chiếu S '. Giả sử thời gian được đo như nhau trong tất cả các hệ quy chiếu và nếu chúng ta yêu cầu x = x' khi t = 0, thì mối quan hệ giữa các tọa độ không gian thời gian của cùng một sự kiện được quan sát từ các hệ quy chiếu S' và S, đang di chuyển với vận tốc tương đối của u theo hướng x là:
{\displaystyle x'=x-ut\,}
{\displaystyle y'=y\,}
{\displaystyle z'=z\,}
{\displaystyle t'=t\,.}
Tập hợp các công thức này xác định một phép biến đổi nhóm được gọi là phép biến đổi Galilê.. Nhóm này là một trường hợp giới hạn của nhóm Poincaré được sử dụng trong thuyết tương đối hẹp. Trường hợp giới hạn áp dụng khi vận tốc u rất nhỏ so với c, tốc độ ánh sáng.
Các biến đổi có hậu quả sau đây:
- v ′ = v - u (vận tốc v của hạt từ phối cảnh của S chậm hơn u so với vận tốc v từ góc nhìn của S)
- a = a (gia tốc của hạt là như nhau trong bất kỳ hệ quy chiếu quán tính nào)
- F ′ = F (lực tác dụng lên hạt là như nhau trong bất kỳ hệ quy chiếu quán tính nào)
- tốc độ của ánh sáng không phải là một hằng số trong cơ học cổ điển, cũng như vị trí đặc biệt được trao cho tốc độ ánh sáng trong cơ học tương đối tính có một đối trọng trong cơ học cổ điển.

Đối với một số vấn đề, thuận tiện khi sử dụng tọa độ xoay (hệ quy chiếu). Do đó, người ta có thể giữ một ánh xạ tới một hệ quy chiếu quán tính thuận tiện, hoặc giới thiệu thêm một lực ly tâm hư cấu và lực Coriolis.

### Lực; Định luật thứ hai của Newton
Một lực trong vật lý là bất kỳ hành động nào làm cho vận tốc của vật thể thay đổi; đó là, để tăng tốc. Một lực bắt nguồn từ bên trong một trường, chẳng hạn như trường tĩnh điện (gây ra bởi điện tích tĩnh), từ trường điện (gây ra bởi điện tích chuyển động) hoặc trường hấp dẫn (gây ra bởi khối lượng), trong số những trường khác.
Newton là người đầu tiên thể hiện một cách toán học mối quan hệ giữa lực và động lượng. Một số nhà vật lý giải thích định luật chuyển động thứ hai của Newton là một định nghĩa về lực và khối lượng, trong khi những người khác coi đó là một định đề cơ bản, một định luật tự nhiên. Cả hai cách giải thích đều có cùng hậu quả toán học, trong lịch sử được gọi là "Định luật thứ hai của Newton":
{\displaystyle \mathbf {F} ={\mathrm {d} \mathbf {p}  \over \mathrm {d} t}={\mathrm {d} (m\mathbf {v} ) \over \mathrm {d} t}.}
Đại lượng m v được gọi là động lượng. Do đó, lực ròng tác dụng lên một hạt bằng tốc độ thay đổi động lượng của hạt theo thời gian. Vì định nghĩa của gia tốc là a = dv/dt, nên luật thứ hai có thể được viết dưới dạng đơn giản và quen thuộc hơn:
{\displaystyle \mathbf {F} =m\mathbf {a} \,.}
Chừng nào lực tác dụng lên một hạt được biết đến, định luật thứ hai của Newton là đủ để mô tả chuyển động của hạt. Khi các quan hệ độc lập cho mỗi lực tác dụng lên một hạt có sẵn, chúng có thể được thay thế thành định luật thứ hai của Newton để có được phương trình vi phân thông thường, được gọi là phương trình chuyển động.
Ví dụ, giả sử rằng ma sát là lực duy nhất tác dụng lên hạt và nó có thể được mô hình hóa như là một hàm của vận tốc của hạt:
{\displaystyle \mathbf {F} _{\rm {R}}=-\lambda \mathbf {v} \,,}
Trong đó λ là hằng số dương, dấu âm cho biết lực ngược chiều với cảm giác của vận tốc. Khi đó phương trình chuyển động là
{\displaystyle -\lambda \mathbf {v} =m\mathbf {a} =m{\mathrm {d} \mathbf {v}  \over \mathrm {d} t}\,.}
Biểu thức này có thể được tích phân để có được
{\displaystyle \mathbf {v} =\mathbf {v} _{0}e^{\frac {-\lambda t}{m}}}
trong đó v 0 là vận tốc ban đầu. Điều này có nghĩa là vận tốc của hạt này phân rã theo cấp số mũ về 0 khi thời gian tăng. Trong trường hợp này, một quan điểm tương đương là động năng của hạt được hấp thụ bởi ma sát (chuyển đổi nó thành năng lượng nhiệt theo sự bảo toàn năng lượng) và hạt đang chậm lại. Biểu thức này có thể được tích hợp thêm để có được vị trí r của hạt như là một hàm của thời gian.
Các lực quan trọng bao gồm lực hấp dẫn và lực Lorentz cho lực điện từ. Ngoài ra, định luật thứ ba của Newton đôi khi có thể được sử dụng để suy ra các lực tác dụng lên một hạt: nếu biết rằng hạt A tác dụng một lực F lên một hạt B khác, thì theo đó B phải tác dụng một lực phản ứng bằng nhau và ngược chiều, - F, trên A. Dạng mạnh của định luật thứ ba của Newton yêu cầu F và - F hành động dọc theo đường nối A và B, trong khi dạng yếu thì không. Minh họa về hình thức yếu của định luật thứ ba của Newton thường được tìm thấy cho lực từ.

### Công và năng lượng
Nếu một lực không đổi F được áp dụng cho một hạt mà làm cho một r chuyển Δ,  công được thực hiện bởi các lực được định nghĩa là tích vô hướng của lực lượng và vectơ chuyển:
{\displaystyle W=\mathbf {F} \cdot \Delta \mathbf {r} \,.}
Tổng quát hơn, nếu lực thay đổi theo chức năng của vị trí khi hạt di chuyển từ r 1 đến r 2 dọc theo đường C, thì công thực hiện trên hạt được tính theo tích phân đường:
{\displaystyle W=\int _{C}\mathbf {F} (\mathbf {r} )\cdot \mathrm {d} \mathbf {r} \,.}
Nếu công được thực hiện trong việc di chuyển hạt từ r1 đến r2 là như nhau cho dù con đường nào được thực hiện, thì lực được cho là bảo toàn. Trọng lực là một lực bảo toàn, cũng như lực do một lò xo lý tưởng hóa, được tính theo luật Hooke. Các lực do ma sát là không bảo toàn.
Động năng Ek của hạt có khối lượng m di chuyển với tốc độ v được cho bởi
{\displaystyle E_{\mathrm {k} }={\tfrac {1}{2}}mv^{2}\,.}
Đối với các vật thể mở rộng gồm nhiều hạt, động năng của vật thể tổng hợp là tổng động năng của các hạt.
Định lý năng lượng của công quy định rằng đối với một hạt có khối lượng m không đổi, tổng công W thực hiện trên hạt khi nó chuyển từ vị trí r1 sang r2 bằng với sự thay đổi động năng E k của hạt:
{\displaystyle W=\Delta E_{\mathrm {k} }=E_{\mathrm {k_{2}} }-E_{\mathrm {k_{1}} }={\tfrac {1}{2}}m\left(v_{2}^{\,2}-v_{1}^{\,2}\right)\,.}
Các lực bảo toàn có thể được biểu thị dưới dạng độ dốc của hàm vô hướng, được gọi là thế năng và ký hiệu là Ep:
{\displaystyle \mathbf {F} =-\mathbf {\nabla } E_{\mathrm {p} }\,.}
Nếu tất cả các lực tác dụng lên một hạt đều là các lực bảo toàn và Ep là tổng năng lượng tiềm năng (được định nghĩa là công của các lực liên quan để sắp xếp lại các vị trí lẫn nhau của các cơ thể), thu được bằng cách tổng hợp các năng lượng tiềm năng tương ứng với mỗi lực
{\displaystyle \mathbf {F} \cdot \Delta \mathbf {r} =-\mathbf {\nabla } E_{\mathrm {p} }\cdot \Delta \mathbf {r} =-\Delta E_{\mathrm {p} }\,.}
Sự giảm thế năng bằng với sự gia tăng của động năng
{\displaystyle -\Delta E_{\mathrm {p} }=\Delta E_{\mathrm {k} }\Rightarrow \Delta (E_{\mathrm {k} }+E_{\mathrm {p} })=0\,.}
Kết quả này được gọi là bảo toàn năng lượng và nói rằng tổng năng lượng,
{\displaystyle \sum E=E_{\mathrm {k} }+E_{\mathrm {p} }\,,}
là không đổi trong thời gian. Nó thường hữu ích, bởi vì nhiều lực thường gặp là có tính bảo toàn.

### Vượt ra ngoài các định luật của Newton
Cơ học cổ điển cũng mô tả các chuyển động phức tạp hơn của các vật thể phi điểm mở rộng. Luật chuyển động của Euler cung cấp các phần mở rộng cho các định luật của Newton trong lĩnh vực này. Các khái niệm về động lượng góc dựa vào cùng một phép tính được sử dụng để mô tả chuyển động một chiều. Phương trình tên lửa mở rộng khái niệm tốc độ thay đổi động lượng của một vật thể để bao gồm các tác động của một vật thể "mất khối lượng".
Có hai công thức thay thế quan trọng của cơ học cổ điển: cơ học Lagrange và cơ học Hamilton. Chúng, và các công thức hiện đại khác, thường bỏ qua khái niệm "lực", thay vào đó đề cập đến các đại lượng vật lý khác, chẳng hạn như năng lượng, tốc độ và động lượng, để mô tả các hệ cơ học theo tọa độ tổng quát.
Các biểu thức được đưa ra ở trên cho động lượng và động năng chỉ có giá trị khi không có đóng góp điện từ đáng kể. Trong điện từ, định luật thứ hai của Newton đối với các dây mang dòng điện bị phá vỡ trừ khi người ta bao gồm sự đóng góp của trường điện từ cho động lượng của hệ thống như được biểu thị bởi vectơ Poynting chia cho c2, trong đó c là tốc độ ánh sáng trong chân không.

## Lịch sử
Những viên gạch đầu tiên của bộ môn cơ học dường như được xây nền từ thời Hy Lạp cổ đại. Những kết quả nghiên cứu đầu tiên được ngày nay biết đến là của Archimedes (287-212 TCN). Chúng bao gồm định lý mang tên ông trong thủy tĩnh học, khái niệm về khối tâm và nghiên cứu cân bằng của đòn bẩy.

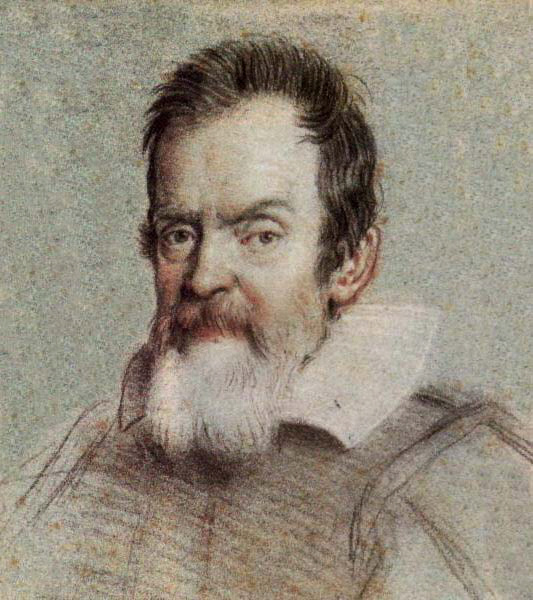
Galileo Galilei

Cơ học chỉ được đánh thức vào thời kỳ Phục Hưng ở châu Âu với những tiến bộ vượt bậc vào thế kỉ 16. Trong suốt đêm trường thời Trung Cổ, những lý thuyết ngụy biện của Aristote (384-322 TCN) đã ngăn trở rất nhiều sự đi lên của khoa học đích thực. Vào thời này, có Leonardo da Vinci (1452-1519) với những nghiên cứu về tĩnh học. Tuy nhiên những tên tuổi lớn nhất của giai đoạn huy hoàng này chính là nhà khoa học người Ba Lan Nicolai Copernic (1473-1543) - người đã phủ nhận mô hình với Trái Đất là trung tâm vũ trụ của Ptolémée (xem thuyết địa tâm) và mô tả những chuyển động đúng đắn của hệ Mặt Trời, là nhà thiên văn học người Đức Johannes Kepler (1571-1630) - người đã phát biểu ba định luật mang tên ông về sự chuyển động của các hành tinh, là nhà bác học thiên tài người Ý Galileo Galilei (1564-1642). Có thể nói Galileo là ông tổ khai sáng ra động lực học: ông đã đưa ra khái niệm gia tốc, phát biểu vào năm 1632 nguyên lý tương đối Galileo và nguyên lý quán tính. Ông cũng đã nghiên cứu đến rất nhiều những vấn đề khác nhau của cơ học: con lắc, mặt phẳng nghiêng, sự rơi tự do.

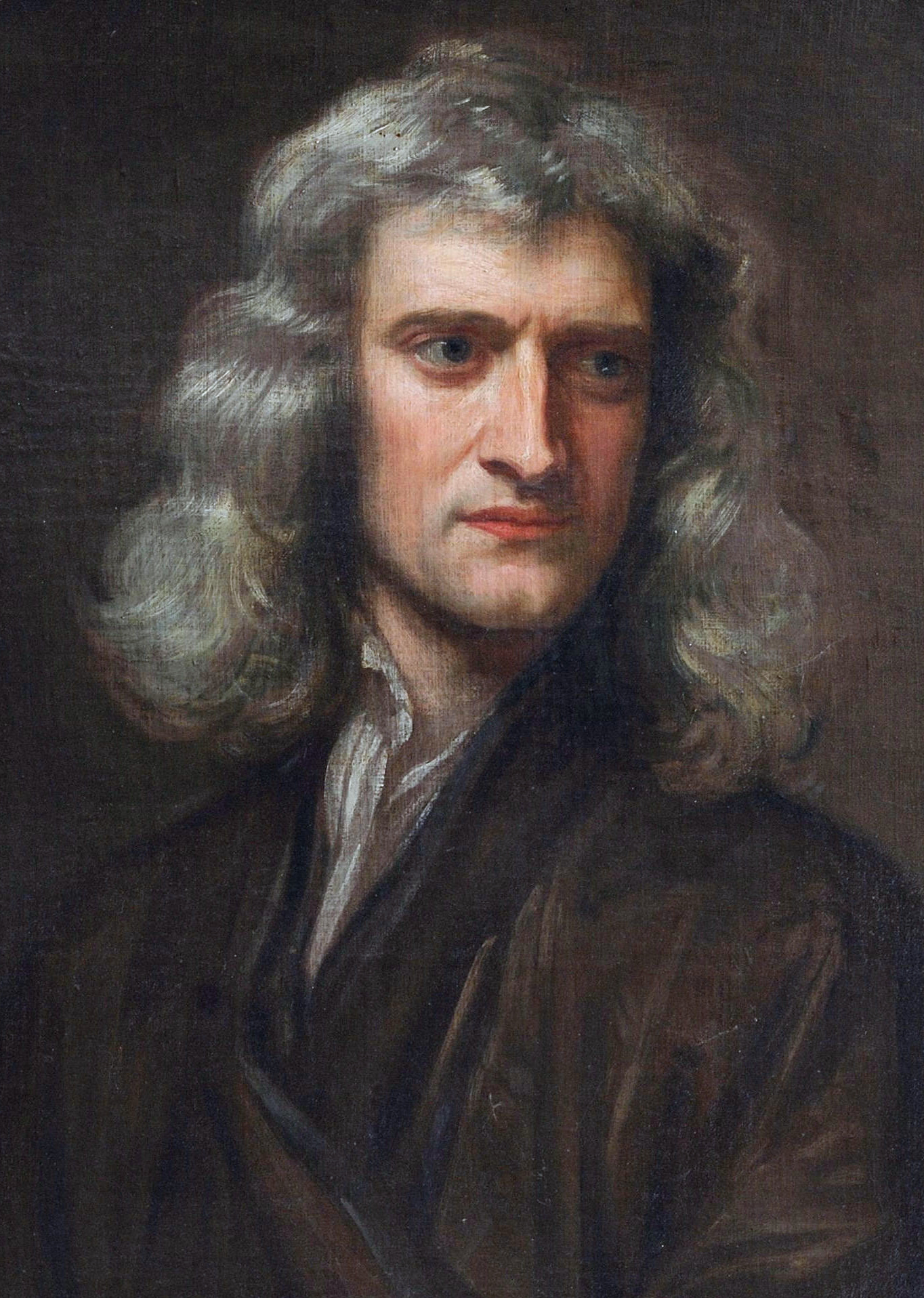
Isaac Newton

Kế tiếp sau đó, sang thế kỉ 17, nhà khoa học người Pháp Blaise Pascal (1623-1662) đã có những nghiên cứu quan trọng về thủy tĩnh học. Nhà vật lý người Hà Lan Christiaan Huygens (1629-1695) đã phân tích chuyển động quay, đặc biệt là những dao động của con lắc và đưa ra khái niệm về động năng cũng như về lực hướng tâm. Đặc biệt, nhà bác học người Anh Isaac Newton (1642-1727) đã xuất bản cuốn sách Philosphiae naturalis principia mathematica (Những nguyên lý toán học của triết học tự nhiên) trong đó có nêu lên ba định luật mang tên ông, tạo nên nền tảng của cơ học cổ điển. Chúng ta cũng biết đến Newton với định luật vạn vật hấp dẫn do một lần nhìn thấy táo rơi.
Thế kỉ 18 được xem như là thế kỉ của cơ học giải tích. Nhà bác học người Thụy Sĩ Leonhard Euler (1707-1783) đã phát biểu những phương trình về cơ học chất lưu. Ông cũng tham gia vào việc xây dựng nên ngành cơ học giải tích cùng với Louis Joseph Lagrange (1736-1813) và Jean Le Rond d'Alembert (1717-1783).

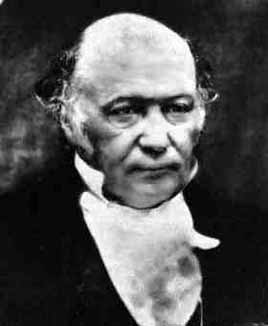
William Rowan Hamilton

Tiếp theo đó, sự phát triển của cơ học cổ điển đã đạt tới giới hạn với những ứng dụng tuyệt vời. Ví dụ như Pierre-Simon Laplace (1749-1827) đã cải thiện sự chính sáng về sự ra đời của chuyển động các hành tinh nhờ vào phương pháp nhiễu loạn. Urbain Le Verrier (1811-1877) đã tiên đoán trước sự tồn tại của Sao Hải Vương bằng chính phương pháp này. Ngoài ra, ông cũng đã khám phá ra sự gần lại của cận điểm của Sao Thủy. Tuy nhiên chính kết quả này lại đánh dấu một trong những giới hạn của cơ học Newton: kết quả này chỉ có thể được giải thích dựa vào cơ học tương đối. William Rowan Hamilton (1805-1865) đã đề xuất ra phép khai triển chính được biết đến với tên phương trình Hamilton. Chúng ta cũng có thể kể đến Henri Poincaré (1854-1912) với những đóng góp trong cơ học tính toán.
Cuối cùng có rất nhiều sự mở rộng của cơ học cổ điển trong lĩnh vực về các môi trường liên tục (thủy động lực học hoặc môi trường chịu biến dạng).
Chúng ta cũng không được phép quên rằng mặc dù ngày nay đã có rất nhiều những phát minh và khám phá trong cơ học lượng tử và cơ học tương đối ở thế kỉ 20 nhưng những nghiên cứu về hệ hỗn độn trong những năm 1970, về những áp dụng của cơ học cổ điển vẫn là một phần to lớn trong lâu đài vật lý học. Mặt khác, vẫn còn đó nguyên vẹn rất nhiều vấn đề chưa được giải quyết trong cơ học cổ điển, đặc biệt là những vấn đề liên quan đến dao động kép.
xem Lịch sử cơ học

## Phát minh nghiên cứu
Người ta phân biệt các phần khác nhau trong cơ học cổ điển:
Chuyển động học
tiếng Anh: kinematics, tiếng Pháp: cinématique, bắt nguồn từ chữ Hy Lạp κινημα (hay kinema) có nghĩa là chuyển động. Đây là những nghiên cứu mô tả chuyển động nhưng không quan tâm đến nguyên nhân gây ra chuyển động.
Động lực học
tiếng Anh: dynamics, tiếng Pháp: dynamique, bắt nguồn từ chữ Hy Lạp δύναμη (hay dyname) có nghĩa là lực. Đây là những nghiên cứu nhằm thiết lập mối liên hệ giữa chuyển động và những nguyên nhân gây ra nó.
Cũng có thể chia cơ học thành hai nhánh:
Động học
tiếng Anh: kinetics, hay là nghiên cứu mô tả những hệ vật chất đang trong quá trình chuyển động: đây được xem là thủy tổ của hầu như mọi lĩnh vực khác nhau của cơ học. Ở đây, người ta thường xuyên phải định nghĩa những đại lượng cho phép mô tả chuyển động như là động lượng, mômen động lượng...
Tĩnh học
tiếng Anh: statics, hay là nghiên cứu sự cân bằng của các hệ vật chất: nhánh này đã được ngầm bao hàm trong bộ môn phân tích động lực học khi xem rằng vận tốc và gia tốc của mọi thành phần động lực học đều bằng 0.